# Microsoft Lumia 950 XL
Il Microsoft Lumia 950 XL è uno smartphone di fascia alta prodotto dalla Microsoft che fa parte della serie Lumia, successore del Nokia Lumia 1520. Inaugura la serie x50 della gamma Lumia insieme al Microsoft Lumia 950 e al Microsoft Lumia 550.
Presentato a New York il 6 ottobre del 2015, è uscito sul mercato nel novembre 2015, disponibile nei colori bianco e nero opaco.
Il Lumia 950 XL è il primo smartphone della gamma Lumia ad essere equipaggiato con Windows 10 Mobile, ad avere 3 GB di memoria RAM, ad avere una risoluzione QHD e ad avere l'uscita USB di tipo C. Inoltre è il primo smartphone ad avere un sistema di raffreddamento interno a liquido per poter gestire al meglio la potenza del processore Qualcomm Snapdragon 810. Supporta la funzione Continuum di Windows 10.